# Zanobi del Rosso
Zanobi del Rosso (Florence, 16 décembre 1724 - 28 janvier 1798) est un architecte italien de l'école florentine.
Élève de Giovanni Filippo Ciocchi, il entre en 1749 à l'Accademia del Disegno. Il part ensuite à Rome pour suivre les enseignements de Luigi Vanvitelli et de Ferdinando Fuga.

## Biographie
Il est utilisé surtout pour réaliser des espaces de svago (vagues), comme au Nouveau Théâtre de Pise (1770) et au Casino de villégiature pour l'Accademia dei Generosi (1771). Aux Offices il réarrange la galerie et décore la Salle della Niobe.
Au jardin de Boboli il crée la Casa del Caffè (appelé aussi Kaffeehaus) (1774-1777), peut-être le meilleur exemple que style rococo à Florence, influencé des turqueries orientalisantes, alors populaires dans les résidences viennoises des Habsbourg. Il redessine la zone du jardin, en changeant les bassins des fontaines, la disposition des plantes, et créé une orangerie, la Limonaia (1777-1778).
Il dessine les plans du Complesso di San Firenze, rare exemple de bâtiment baroque dans le centre de Florence.

## Sources
- (it) Cet article est partiellement ou en totalité issu de l’article de Wikipédia en italien intitulé « Zanobi del Rosso » (voir la liste des auteurs).